# Méliphage tui
Prosthemadera novaeseelandiae
Genre
Espèce
Statut de conservation UICN

 LC  : Préoccupation mineure
Le Méliphage tui (Prosthemadera novaeseelandiae), aussi appelé Tui cravate-frisée, est une espèce de passereau endémique de Nouvelle-Zélande. C'est l'un des plus grands Meliphagidae, et la seule espèce du genre Prosthemadera.
Ils sont considérés comme des oiseaux « intelligents », tout comme les perroquets, par leur capacité à imiter la voix humaine. Chaque tui possède un chant qui lui est propre.

## Sous-espèces
D'après Alan P. Peterson, il existe trois sous-espèces :
- Prosthemadera novaeseelandiae chathamensis Hartert, 1928 ;
- Prosthemadera novaeseelandiae kermadecensis Mathews & Iredale, 1914 ;
- Prosthemadera novaeseelandiae novaeseelandiae (Gmelin, 1788).